# Jüdisches Berufliches Bildungszentrum
Das Jüdische Berufliche Bildungszentrum (JBBZ) in Wien ist eine von öffentlichen Mitteln finanzierte österreichische Bildungseinrichtung für Jugendliche und Erwachsene und eine Organisation der Israelitischen Kultusgemeinde Wien.

## Geschichte

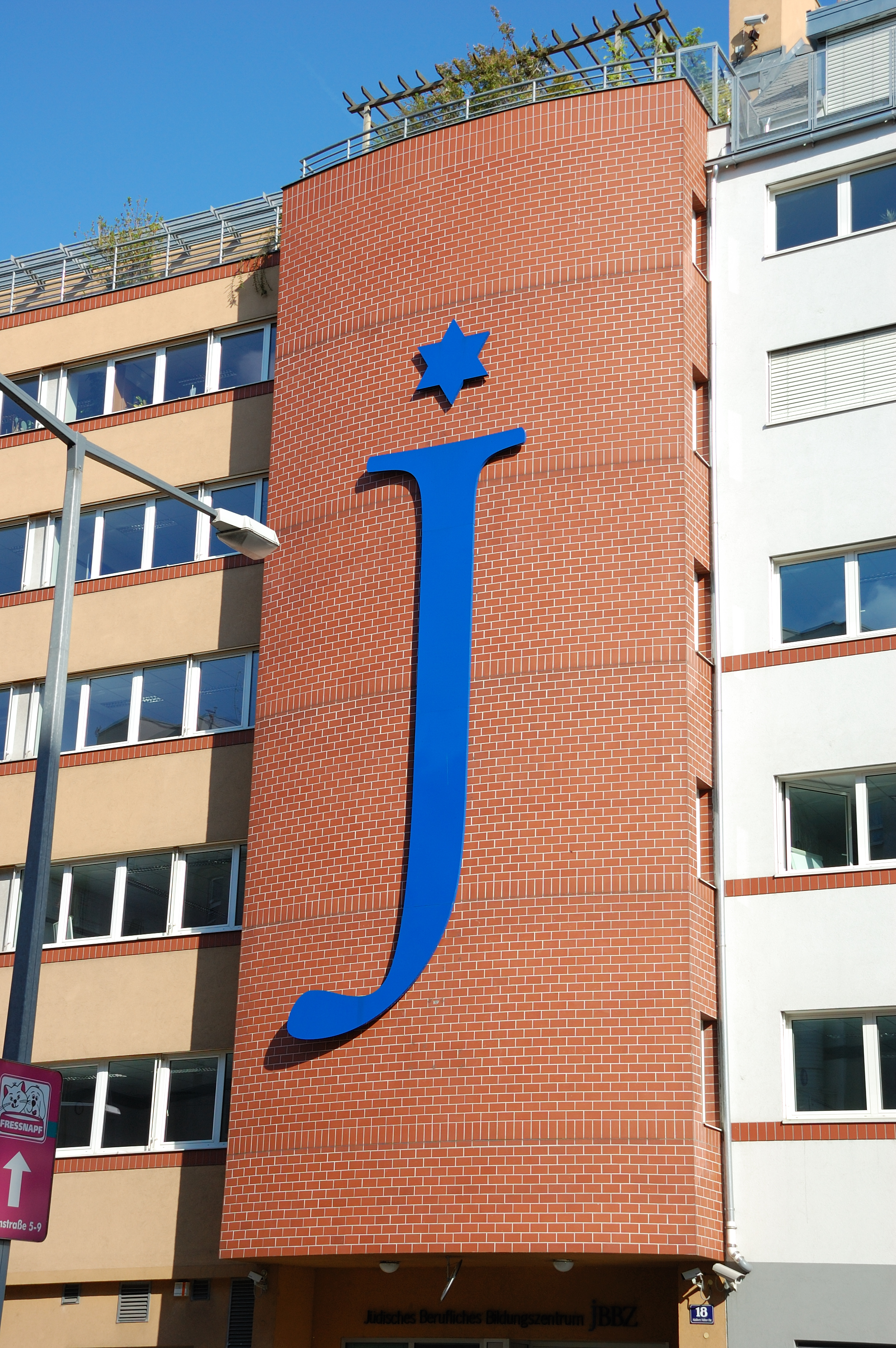
Jüdisches Berufliches Bildungszentrum

Bereits in den 1980er Jahren gab es den Plan zur Errichtung eines Jüdischen Beruflichen Berufsbildungszentrums, denn jüdische Jugendliche wie Erwachsene benötigen berufliche Qualifikationen, die sie nach Meinung der Initiatoren am besten in einem kulturell vertrauten Rahmen erwerben, um sich in Österreich zu integrieren.
Durch den vermehrten Zuzug jüdischer Migranten aus der ehemaligen UdSSR Anfang der 1980er Jahre kam es zu einer verstärkten Nachfrage für Ausbildungsmöglichkeiten innerhalb dieser Zielgruppe.
Eine Grundlagenstudie wurde erstellt, die zeigte, welche Berufsqualifikationen nachgefragt sind. Darauf basierend entstand das Konzept JBBZ, das bei den zuständigen Ministerien eingereicht wurde, es wurde nach eingehender Prüfung im Juni 1996 genehmigt. Gründerväter des Instituts sind Alexander Friedmann und Ilan Knapp. Im September 1998 wurde das JBBZ in der Adalbert-Stifter-Straße 18, in Wien eröffnet.

## Bildungsangebot
Das JBBZ bietet neben Deutschkursen auch Lehrausbildungen für Jugendliche und Erwachsene an, und zwar für die Bereiche IT-Systemtechnik, Orthopädietechnik, Büromanagement und E-Commerce. Für alle Berufsfelder kann die Lehre mit Matura abgelegt werden (Berufsreifeprüfung). Neben diesen Angeboten bietet das JBBZ auch die Möglichkeit das 9. Schuljahr für Jugendliche zu absolvieren in Form des sogenannten BOLG (Einjähriger Berufsorientierungslehrgang). Der BOLG agiert dabei als Privatschule mit Öffentlichkeitsrecht und wird dadurch vom Bundesministerium für Bildung, Wissenschaft und Kultur genehmigte Statut geregelt.

## Verein JBBZ
Trägerorganisation des AMS-Ausbildungsbetriebes JBBZ ist der Verein JBBZ. Im Vorstand des Vereins sind Mitglieder des Kultusvorstands der Israelitischen Kultusgemeinde Wien sowie Vertreter des Arbeitsmarktservice Wien und der Stadt Wien.